# Хмелів (Володимирський район)
Хмелі́в — село в Україні, у Зимнівській сільській громаді Володимирського району Волинської області. Населення становить 257 осіб.

## Географія
Село розташоване на лівому березі річки Свинорийка.

## Історія
Село вперше згадується як Хмелев 1476 року, коли Опанас Бобина Хмелевський продав село пану Вовчку Жасківському за "80 коп широких грошей".
22 лютого 1503 року в своїй грамоті король Олександр Ягелончик підтверджує право володіння володимирським городничим Єськом Сенютичем на дворища Болохово і Станково в селі Хмелево.
1 лютого 1514 року король Жиґимонт підтвердив Якиму Вовчку Жасківському право на володіння церконим дворищем у Хмелеві, надане йому владикою володимирським Пахнотієм.
14 березня 1545 року після смерті Яна Вовчка Якимовича Хмелевського його маєтки Хмелюв та Полгани відійшли його племінниці Марії Щаснівні та її чоловікові Олександру Андрійовичу Ґетолт Шпиколоському. 
3 грудня 1547 року це право його сину володимирському повітовому судді Олексію Якимовичу Вовчку підтвердив владика Генадій. Вовчку належало село, поля, сіножаті, Миткове та Лицкове дворища. За це Вовчки платили церкві Пречистої Богоматері щорічно 100 литовських грошей.
21 липня 1563 року він подарував третину свого майна в Хмелеві своїй дружині Ганні Василівні Патрикієвич.
Після нападу козаків та татар 14 травня 1649 року на села Хмелів, Хмелівка-Болоховичі та Підгайці, які тоді належали Андрію Заленському, з 41 господарств залишилось 36 домів.
Після нападу 7 лютого 1650 року у Хмелеві та Підгайцях разом 10 димів було.
Під час нападу 23 жовтня 1652 року на село у частинах Хмелева та Підгаєць, які належали Заленському разом залишилось всього 4 дими. 
Під час нападу 23 жовтня 1652 року на село у частинах Хмелева Великого та Підгаєць, які належали Заленському разом залишилось всього 4 дими. На той самий час у маєтках Ярослава Потія у Хмелеві Великому, Підгайцях і Хобултові залишилось разом 40 димів, що на 24 менше ніж було до того.
У 1906 році село Микулицької волості Володимир-Волинського повіту Волинської губернії. Відстань від повітового міста 12 верст, від волості 4. Дворів 62, мешканців 677.
Під час Другої Світової війни за три напади на село польськими бандитами було вбито 52 людей і спалено 19 дворів.
Розповідь Лапчук Людмили Іванівни (1924 р.н.): «Перший раз поляки напали на наше село 20 травня 1943 р., як поверталися з Нехворощ. Постріляли кількох людей на краю села, як їхати від Нехворощ, дочиста пограбували, а будівлі спалили. Тоді вбито 9 селян, одну жінку поранено. Перед 12 липня 1943 р. наші сільські поляки почали тікати в місто. Десь через місяць поляки вдруге напали на село і грабували усе підряд. Тоді було спалено до п'яти-шести хат серед них Бобка Андрія, Бобка Степана, Подоляка Степана і інших. Вбито 22 особи».
Третій раз на Хмелів напали 10 жовтня 1943 р. було вбито 24 людини.
Загальний список жертв польського терору:
- 1-2. Білик, подружжя, застрелені.
- 3. Бойко Текля, 53 р., вбита 20.05.43 р. у хліві і спалена.
- 4. Гричиха Марія, вбита.
- 5. Дубовий Григорій, прострелений живіт, випали кишки, просив добити.
- 6. Захватко Арсен, 60 р., розстріляний 20.05.1943 р.
- 7. Захватко Никанор, 75 р., розстріляний 20.05.1943 р.
- 8. Киюк Григорій, 30 р., 20.05.1943 р. при першому нападі «отримав» кілька багнетів, застрілений і вкинутий у річку Свинорейку, що протікає біля села.
- 9. Котиха (стара жінка).
- 10. Кукевич Андрій, 30 р.
- 11. Кукевич Агафія, 26 р.
- 12. Кукевич Клавдія, півтора року. Сім'я Кукевичів була вбита 20.05.1943 р. і спалена в своєму будинку.
- 13. Кукевич Микита, 55 років.
- 14. Кукевич Харитина, 50 р. Проживали біля церкви, були розстріляні під час другого нападу.
- 15-18. Лазанко Іван, Меланія, Дмитро, Євдоким — постріляні.
- 19. Маслюк Євдоким, 39 років повертався зі служби Божої з церкви у вишитій сорочці. Убитий чергою з автомата по вишиванці.
- 20. Подоляк Семен Іванович, інвалід, без ноги, отримував пенсію як інвалід російсько-японської війни 1905 року, зразковий господар, убитий при першому нападі 20.05.1943 р. (АУМВС у Волинській обл., справа 206).
- 21. Подоляк Параска.
- 22. Подоляк Юхим.
- 23. Подоляк (дружина Юхима) — постріляні.
- 24. Поліщук (старша жінка).
- 25. Приходько Юхим.
- 26. Стрільчук.
- 27. Стрільчук Ягода.
- 28. Стрільчук Настуся.
- 29. Стрільчук Дмитрик — діти.
- 30. Стрижачук Параска.
- 31. Томчук Федір.
- 32. Торжанський Григорій, 35 років — регент церковного хору .
- 33. Торжанська (мати Григорія).
- 34. Хомюк Параска, 33 р., вбита 20.05.1943 р.

Томчук Марія 20.05.1943 р., поранена пострілом у голову. Вилікувалася, померла в 1980 р., похована на кладовищі с. Хмелева.
12 червня 2020 року, відповідно до розпорядження Кабінету Міністрів України № 708-р «Про визначення адміністративних центрів та затвердження територій територіальних громад Волинської області», увійшло до складу Зимнівської сільської територіальної громади.
19 липня 2020 року, в результаті адміністративно-територіальної реформи та ліквідації  Володимир-Волинського району(1940—2020), село увійшло до новоутвореного Володимир-Волинського району (від 18 липня 2022 Володимирського).

## Населення
Згідно з переписом УРСР 1989 року чисельність наявного населення села становила 211 осіб, з яких 90 чоловіків та 121 жінка.
За переписом населення України 2001 року в селі мешкало 205 осіб. 100 % населення вказало своєю рідною мовою українську мову.

## Пам'ятки
Між селами Марія-Воля, Хмелів і Нехвороща знаходиться лісовий заказник місцевого значення Нехворощі